# Phil Campbell (Alabama)
Phil Campbell è un comune degli Stati Uniti d'America situato nella contea di Franklin dello Stato dell'Alabama.
Deve il nome all'ingegnere che, a capo dei lavori per la costruzione della ferrovia, nel 1880 ebbe il merito di aver portato a termine dei lavori per i quali gli era stato promesso che avrebbe avuto come riconoscimento il nome di una cittadina.
Il 27 aprile 2011 la cittadina è stata devastata da un tornado classificato EF5 che ha ucciso 26 persone. I danni sono stati così estesi e gravi che i giornalisti hanno pensato che la località non si sarebbe mai più ripresa